# Topki
Topki – miasto w Rosji, w obwodzie kemerowskim, stolica rejonu topkińskiego. W 2010 roku liczyło 28 641 mieszkańców.